# 里士滿 (堪薩斯州)
里士滿（英語：Richmond）是一個位於美國堪薩斯州富蘭克林縣的城市。

## 地方資料
根據2020年美國人口普查的數據，里士滿的面積為0.90平方千米，當中陸地面積為0.90平方千米，而水域面積為0.00平方千米。當地共有人口464人，而人口密度為每平方千米515.56人。